# Cantó de Grez-en-Bouère
El cantó de Grez-en-Bouère és un cantó francès del departament del Mayenne, situat al districte de Château-Gontier. Té 12 municipis i el cap és Grez-en-Bouère.

## Municipis
- Ballée
- Beaumont-Pied-de-Bœuf
- Bouère
- Bouessay
- Le Buret
- Grez-en-Bouère
- Préaux
- Ruillé-Froid-Fonds
- Saint-Brice
- Saint-Charles-la-Forêt
- Saint-Loup-du-Dorat
- Villiers-Charlemagne

## Història
| Data d'elecció                           | Identitat                | Partit           | Qualitat |
| ---------------------------------------- | ------------------------ | ---------------- | -------- |
| 1945-1976                                | M. Le Motheux du Plessis | Divers droite    |          |
| 1976-1982                                | M. Kerleaux              | Divers droite    |          |
| 1982-                                    | Norbert Bouvet           | RPR, després UMP |          |
| les dades anteriors no són pas conegudes |                          |                  |          |
|                                          |                          |                  |          |

## Demografia
| A partir de 1990: Població sense dobles comptes |